# Veenweg (weg)

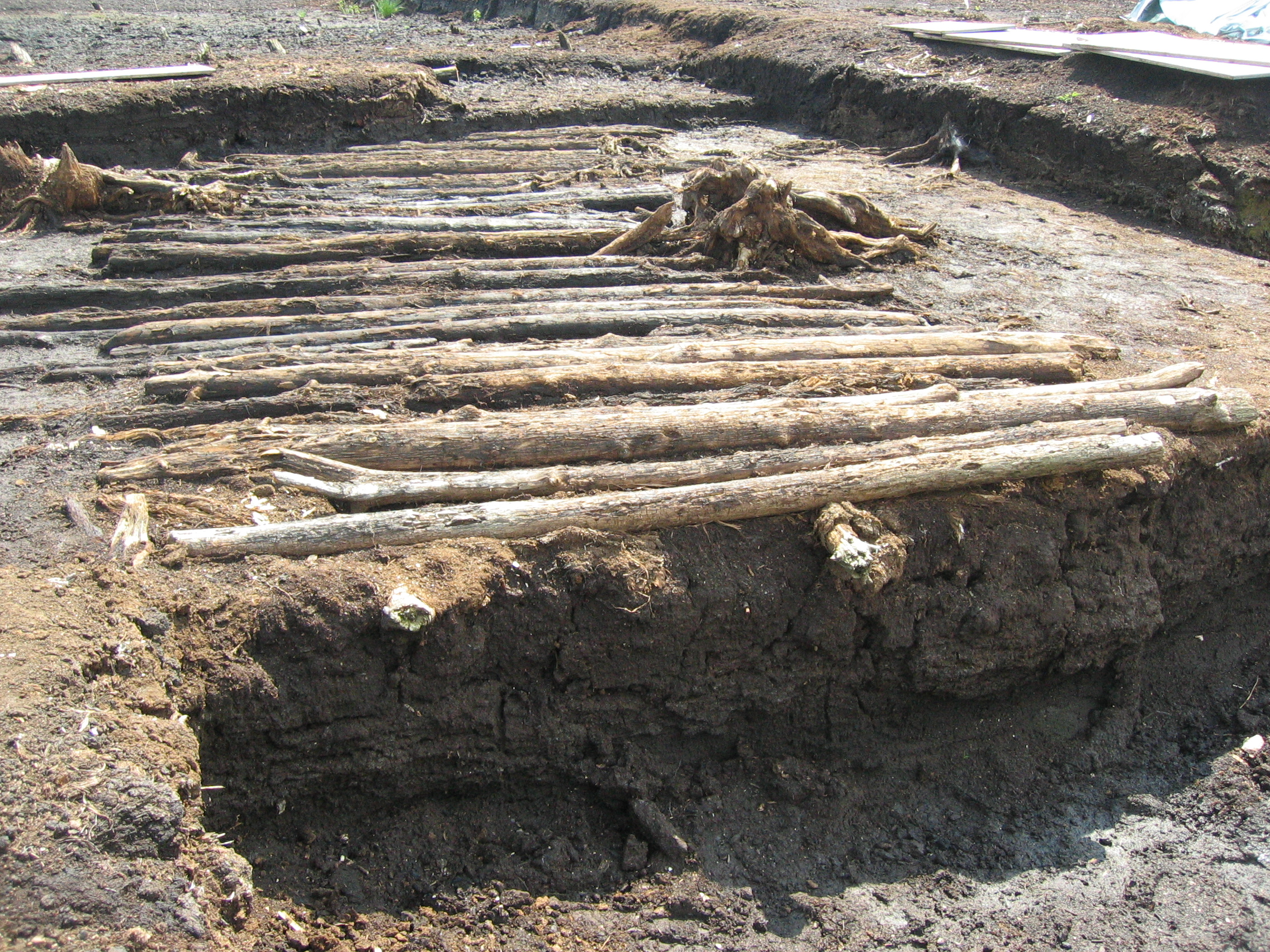
veenweg uit het Neolithicum bij Campemoor, Duitsland

Een veenweg (ook: veenbrug) is een veelal uit de prehistorie (Neolithicum tot IJzertijd) stammende weg door het veen, die bestaat uit dwars op de wegrichting liggende houten boomstammetjes (een knuppelpad), planken (een vlonderpad), vlechtwerk of combinaties van deze drie. Er zijn ook enkele stenen veenwegen bekend, maar deze stammen uit latere perioden.
De functie van de wegen was waarschijnlijk om droge, hoger gelegen gebieden in het moeras met elkaar te verbinden. Van enkele veenwegen wordt ook vermoed dat deze een rituele functie hadden.
Enkele wegen zijn opgegraven en in kaart gebracht. 

## Lijst van veenwegen in Nederland
- Smeulbrandenweg, een veenweg uit het Midden-Neolithicum bij Valthe;
- Veenweg van Nieuw-Dordrecht uit het Laat-Neolithicum;
- Zuidelijk planken voetpad bij Klazienaveen-Noord uit de bronstijd;
- Noordelijk planken voetpad bij Smilde uit de ijzertijd;
- Valtherbrug, uit de late ijzertijd;
- Veenweg van Buinen een stenen veenweg uit de Middeleeuwen;
- Veenweg van Bronnegeer een stenen veenweg uit de Middeleeuwen.